# Um Curso em Milagres
| Título             | Um Curso em Milagres                            |
| Data de publicação | 1975 (versão original), 1995 (versão traduzida) |
| Gênero             | Espiritualidade                                 |

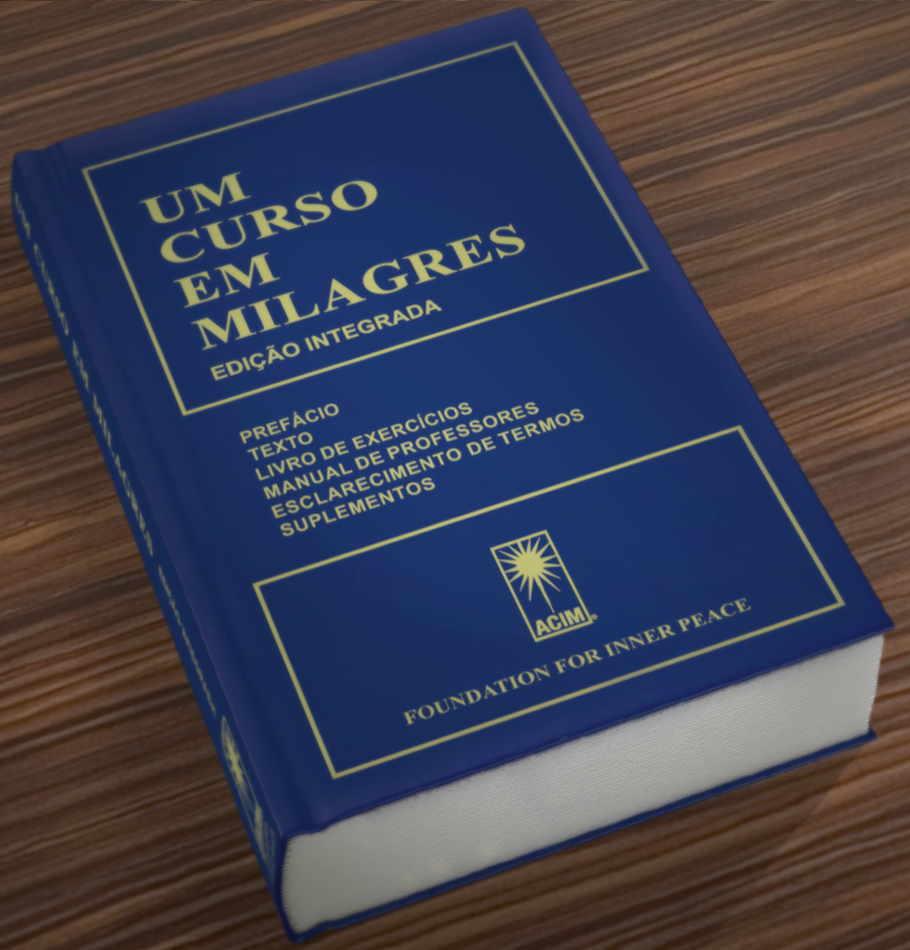

Um Curso em Milagres (também conhecido por UCEM) é um livro de auto-estudo que propõe um sistema de pensamento espiritual. Escrito originalmente em inglês por Helen Schucman, entre os anos de 1965 e 1972, e editado com o auxílio de seu colega de trabalho William Thetford (Bill), o livro só veio a ser publicado no ano de 1975. Composto por três volumes (Texto, Livro de Exercícios e Manual de Professores) *(atualmente foram acrescentados A canção da oração e Psicoterapia, sendo nomeados conjuntamente como Suplementos), o livro ensina que o caminho para a paz e amor universal — ou relembrar de Deus — é atingido por meio do perdão e do desfazer da culpa. O Curso então centraliza-se na cura dos relacionamentos, tornando-os santos. Um Curso em Milagres também enfatiza que é apenas uma das versões do currículo universal, e que existem "milhares" de outras formas. Consequentemente, apesar de a linguagem do Curso ser tradicionalmente cristã, ele expressa uma espiritualidade não sectária. Um Curso em Milagres é portanto um ensinamento espiritual universal, não uma religião.
É um sistema de pensamento que, quando levado ao último entendimento, permite a conquista de um estado perene de paz, onde a certeza habita na vivência do reconhecimento da unidade em si mesmo e com Deus, onde o amor a tudo abrange e não deixa espaço para opostos, onde nada real pode ser ameaçado, e onde o medo não tem significado diante da eterna condição de impecabilidade de um ser divino e eternamente perfeito, visto que é herdeiro incondicional de todos os atributos do seu criador. É extremamente diferenciado porquê sua prática não tinha referência neste mundo na condição humana mas que, hoje já pode ser anunciado como uma real pragmática e objetiva forma de transitar dentro deste contexto virtual chamado mundo aparentemente tangível, até que a verdade alcance todas crenças equivocadas que, na ilusória dimensão chamada tempo, ainda podem ser percebidas, gerando estados desconfortáveis e sofríveis para aqueles que, equivocadamente se vêem como indivíduos e tentam dar realidade para ideias que admitem a possibilidade da separação ou de elementos separados, o que é totalmente impossível diante da lei imutável da unicidade da realidade. É enfim um modo de pensar onde perguntas como: de onde vim, para onde vou, o que estou fazendo aquí, onde estou, assim como todas as questões de caráter existencial já podem ser respondidas, visto tratar-se de um sistema de pensamento onde mistério é algo impossível para todos que sinceramente queiram ver a verdade.

## Conteúdo

### Texto
O Texto apresenta a teoria do Curso e inclui o desenvolvimento da experiência do perdão que é a meta do Curso para o estudante. Sob essa ótica, Um Curso em Milagres diz que a "meta para você é felicidade e paz." O Texto também explica a base do medo e da culpa, e como eles podem ser superados através dos milagres, os quais são definidos como máximas "expressões de amor." O milagre é definido como a mudança da percepção do medo para amor.
Logo no prefácio é dito que:
- Nada real pode ser ameaçado;
- Nada irreal existe;
- Nisso está a paz de Deus.

O Curso explica que tudo o que envolve tempo, espaço e percepção é ilusório. Ele apresenta um sistema de pensamento não dualista que diz que Deus é a única verdade e realidade: perfeito, inalterável, infinito e onipresente, estendendo apenas o amor, porém explica que isso não pode ser compreendido a partir de uma perspectiva dualista e que fé e perseverança são características essenciais para o estudante. O Texto ainda afirma que toda a vida que enxergamos é na verdade uma única Vida, porque Deus possui apenas um filho, as vezes chamado de filiação coletiva, sonhando sobre a separação e fragmentação. Ele afirma que a eternidade está fora do espaço-tempo e que esse sonho nunca ocorreu e, na realidade, "já acabou", apesar de não enxergarmos assim. Quando abordada a pergunta de como tal sonho ilusório poderia surgir a partir de um Deus perfeito, o Curso afirma que a pergunta parte do pressuposto de que o sonho é verdadeiro e logo não possui uma resposta satisfatória, porém a única forma de compreender a verdade é reconhecendo que o sonho não existiu. O Curso afirma que enxergar a nós mesmos (não com os olhos, mas com a mente) como indivíduos é o erro fundamental, porém o propósito do livro é justamente treinar a mente do leitor para que ele aprenda a escolher como enxergar as percepções.
Um Curso em Milagres utiliza de uma metafísica para explicar que o filho pensa ter atacado Deus ao achar que poderia viver sem Ele. Continua dizendo que esse nível do espaço-tempo, ou percepção, é apenas um sonho e é a forma como o filho encontrou para escapar da retaliação de Deus por tê-lo atacado. Dividindo-se em várias partes "diferentes", ele pode agora enxergar a culpa em algo além de si mesmo, em seu irmão por exemplo. Assim, o mal está em todo lugar, exceto em si mesmo. Enquanto essa for a única verdade para o filho, o mundo permanecerá um local inseguro, com a única função de caçá-lo e então puni-lo pelo seu ato. A essa forma de pensar o Curso dá o nome de ego, ou o sistema de pensamento do ego (mente errada), um ciclo contínuo de pecado-culpa-medo. Em contrapartida, o Curso também explica que o ego, por fazer parte do sonho, não existe. O leitor então é apresentado com um outro sistema de pensamento totalmente contraditório ao do ego, ao qual o curso dá o nome de Espírito Santo (mente certa), que tem um elo permanente com o filho e que, em última análise, é o próprio filho. Enquanto o ego aterroriza o filho dizendo que ele fez algo muito errado e será severamente punido, o Espírito Santo gentilmente lembra que o filho nunca deixou seu lar, apenas está sonhando que o fez, como quando sonhamos durante a noite e acordamos seguros em nossas camas.

### Livro de Exercícios
O Livro de Exercícios consiste de 365 lições, um exercício para cada dia do ano. Esse treinamento de um ano dá início ao processo de mudança da mente e percepção do estudante, apesar de não tornar completa a aprendizagem. O Livro de Exercícios tem por objetivo treinar e familiarizar o leitor com a presença do Espírito Santo, para que Ele atue em sua vida e possa desconstruir o Ego, causador do sofrimento. Como dito no prefácio do Curso, "No fim, o leitor é deixado nas mãos do seu Professor Interno, que orientará todas as lições posteriores como Ele achar adequado." (Prefácio: ix)

### Manual de Professores
O Manual de Professores é escrito na forma de pergunta-e-resposta e fornece respostas para algumas das perguntas mais prováveis que um estudante possa perguntar. Também inclui esclarecimentos de uma quantidade de termos que o Curso usa, explicando dentro da visão teórica do Texto e para sua aplicação prática durante o Livro de exercícios.

## Como surgiu
Era improvável que Helen Schucman e Bill Thetford escreveriam Um Curso em Milagres juntos. Como psicólogos de carreira, trabalhando muito próximos um do outro na Columbia-Presbyterian Medical Center, eles buscavam desenvolver e fortalecer o Departamento de Psicologia desse Centro. Enquanto seus interesses e metas para o departamento eram compatíveis, suas personalidades certamente não eram. O contraste do comportamento demasiadamente crítico de Helen com o jeito mais quieto e passivo-agressivo de Bill gerava conflito constante.
Inesperadamente, na primavera de 1965, Bill se abriu para Helen e disse estar farto com a competição, agressão e raiva que permeava nas suas vidas profissionais, estendendo-se nas atitudes e relacionamentos, e permeando o departamento. Ele concluiu e falou para ela que "deve haver um outro caminho" para viver — em harmonia ao invés de discórdia — e que ele estava determinado a encontrar esse caminho. Igualmente surpreendente, e para surpresa de ambos, Helen concordou com Bill e entusiasmada voluntariou-se a iniciar uma pesquisa colaborativa com ele e encontrar este outro caminho.

Foi como se Helen tivesse esperado sua vida toda para esse momento particular, o qual desencadeou uma série de experiências internas que ocorreram durante o verão. Como imagens destacadas durante sonhos, episódios psíquicos, visões e a experiência de uma voz interna. As experiências também se tornaram cada vez mais religiosas, com a figura de Jesus aparecendo cada vez mais frequente tanto de forma audível como visível.
Esse período de preparação culminou na noite de 21 de outubro de 1965, quando a então familiar voz de Jesus disse para Helen: "Este é um curso em milagres, por favor anote." Perturbada, ela chamou Bill imediatamente, e ele a assegurou de que ela não estava ficando louca. Ele sugeriu que ela escrevesse o que estava sendo dito para ela, e que ele veria com ela na manhã seguinte, no escritório. Helen fez exatamente isso, e foi como Um Curso em Milagres começou. Mais tarde Helen descreveu a experiência:
"A voz não fazia som, mas parecia estar ditando algo internamente, de forma rápida, e eu escrevia em um livrinho. A escrita nunca era automática. Podia ser interrompida a qualquer momento e reiniciada depois. Ela obviamente utilizava de minha educação, interesses e experiências, mas era mais em termos de estilo do que de conteúdo. Certamente o assunto do conteúdo era a última coisa que eu esperava escrever."

1. 
2. 
3. 
4. 

- Livro Texto
- Livro de Exercícios
- Manual dos Professores
- Glossário de Termos
- Vídeo sobre o UCEM
- Vídeos de Kenneth Wapnick
- Vídeo: A história de Um Curso em Milagres
- Dissertação de Mestrado (PUC-SP): “A obra 'Um Curso em Milagres' - o ressurgir do movimento gnóstico na contemporaneidade.”
- O Desaparecimento do Universo
- Um com Deus - Despertando Através da Voz do Espírito Santo
- Um Curso em Milagres na íntegra (Inglês)
- FACIM (Inglês)